# Julia Checa
Julia Checa Blanco (n. 1958) es una botánica y profesora española.
Desarrolla sus actividades científicas en el "Dto." de Biología Vegetal", de la "Facultad de Ciencias, Universidad de Alcalá de Henares, Madrid.

## Algunas publicaciones
- Checa J, F Arenal, N Blanco, JD Rogers. 2008. Coniolariella hispánica sp. nov. & other additions to Coniolariella. Mycol Res. 112 (7): 795-801
- Checa, J; RA Shoemaker; L Umaña. 2007. Some new hysteriaceous Fungi from Costa Rica. Mycologia 99(2): 285-290
- Blanco, MN; G Moreno; J Checa. 2007. Two rare corticioid species with globose spores. Mycotaxon. 100 : 269-277.
- Checa, J; MN Blanco. 2005. Decaisnella mediterranea, a new species on Quercus faginea from Spain. Mycotaxon. 91: 353-355
- Checa, J; MN Blanco. 2005. Some interesting pyrenomycetous fungi on bark of Quercus spp. from Spain. Mycotaxon. 94: 225-230
- Acero, FJ, V González, J Sánchez-Ballesteros, V Rubio, J Checa, et al. 2004. Molecular phylogenetic studies on the Diatrypaceae based on rDNA-ITS sequences. Mycologia 96 (2): 249-259
- Checa, J; MN Blanco. 2004. Notas sobre Pyrenomycetes sesu latu de Baja California (México). Bol. Soc. Micol. Madrid, 28: 145-149
- Betancur-Galvis L, J Checa, JA Marco, E Estornell. 2003. Jatrophane diterpenes from the latex of Euphorbia obtusifolia with inhibitory activity on the mammalian mitochondrial respiratory chain. Planta Med. 69 (2): 177-8
- Checa, J. 1998. Annotated list of the pleosporacean fungi & related genera reported from the Iberian Peninsula & Balearic Islands. Mycotaxon. 68 : 205-249
- Checa, J. 1987. Estudios sobre Pyrenomycetes y Loculoascomycetes (Ascomycotina). III.(Diatrypales y Dothideales). Anal. Jard. Bot. Madrid 45 (1): 47-52

### Libros
- Checa, J. 2004. Dothideales dictiospóricos/Dictyosporic Dothideales. Flora Mycologica Iberica, 6: 162 pp. ISBN 3-443-65011-2

- La abreviatura «Checa» se emplea para indicar a Julia Checa como autoridad en la descripción y clasificación científica de los vegetales.[1]